# Tibet-Ladakh-Mughal-krigen
Tibet-Ladakh-Mughal-krigen 1679-84 blev udkæmpet mellem den gelug-dominerede tibetanske Ganden Phodang-regering og Drukpa Kagyu Ladakh, som fik hjælp fra Mogulrigets tropper.

## Baggrund
I slutningen af det 17. århundrede stillede Ladakh sig på Bhutans side under dette lands tvist med Tibet. Tibetanerne besluttede at straffe Ladakh for at blande sig i deres forhold til Bhutan og for undertrykkelsen af Gelug-klostre i Ladakh.
I 1679 udpegede den 5. Dalai Lama lamaen for Tashilhunpo-klosteret, Koshut Galdan Chhewang, som øverstbefalende for den tibetansk-mongolske militærekspedition til Ladakh.  Galdan Chhewang sikrede først sine flanker, idet han indgik en traktat med Raja Kehri Singh fra Bashahr, der gav denne handelsrettigheder med Tibet.

## Indledende slag
Galdan Chhewangs første kampagne resulterede i nederlag for Ladakh-hæren, der var ledet af Sakya rGya-mTsho, ved Khan-dMar. Det følgende år besejrede Galdan Chhewang Ladakhi igen ved Byan-la og besatte landet med undtagelse af fæstningerne Basgo og Tigmosgang, som formåede at holde ud over for de tibetanske angreb de næste tre år.

## Mongolrigets indblanding
Det dødvande i stridighederne, som dermed indtrådte, blev brudt, da Mogulriget intervenerede i krigen. De muslimske moguler havde inddraget Ladakh i deres indflydelsesområde i 1665. Kashmir-historikere hævder, at efter, at dette var sket, havde kongen konverteret til islam til gengæld. Ladakhi-krønikerne nævner dog ikke noget sådant, og Ladakh-folket afviser det. Kongen indvilligede i at hylde mogulerne til gengæld for deres hjælp.
Den femte Dalai Lama udviste brutalitet og terror i sin kamp for magten over Tibet.

## Fredstraktaten
Ved hjælp af forstærkninger fra Galdan Boshugtu Khan, Khan fra Dzungar-khanatet, angreb tibetanerne igen i 1684. Tibetanerne sejrede og indgik efterfølgende en traktat med Ladakh, hvorefter de trak sig tilbage til Lhasa i december 1684.
Tingmosgang-traktaten i 1684 afgjorde tvisten mellem Tibet og Ladakh, men begrænsede tillige stærkt Ladakhs uafhængighed. Traktaten fastlagde grænsen mellem tibetansk og Ladakhs magtområder ved Lhari-vandløbet nær Demchok og regulerede endvidere handels- og hyldestmissioner fra Ladakh til Tibet.